# Алгіманте Мікутайте
Алгіманте Мікутайте (лит. Algimantė Mikutaitė; нар. 7 грудня 1996, Литва) — литовська футболістка, захисниця іспанського клубу «АЕМ Леріда» та національної збірної Литви.

## Клубна кар'єра
З 2012 року виступала за чемпіона Литви «Гінтра Універсітетас». У команді провела 10 сезонів.
Наприкінця 2022 року підписала контракт з каталонським клубом «АЕМ Леріда», який виступав у другому дивізіоні чемпіонату Іспанії.

## Кар'єра в збірній
У футболці національної збірної Литви дебютувала 4 квітня 2015 року в поєдинку кваліфікації чемпіонату Європи проти Молдови. У 2021 році виступала на Балтійському кубку. Також у футболці національної команди брала участь в кваліфікації чемпіонату світу 2019 року.

### Забиті м'ячі
| #  | Дата           | Місце  | Суперник | Рахунок | Результат | Турнір       |
| -- | -------------- | ------ | -------- | ------- | --------- | ------------ |
| 1. | 12 червня 2021 | Йонава | Латвія   | 3–0     | 5–0       | кубок Балтії |

## Досягнення
- Чемпіонат Литви
  -  Чемпіон (8): 2013, 2014, 2015, 2016, 2017, 2018, 2019, 2021

- Балтійська футбольна ліга
  -  Чемпіон (2): 2017, 2019